# Après la nuit (série télévisée)
Pour le film de 2013, voir Après la nuit.
Production
Diffusion
Après la nuit est une série télévisée franco-belge créée par Marine Gacem et réalisée par Frank Steen d'après un scénario de Marine Gacem, Claude Carpentier et Clara Lemaire Anspach, et diffusée en Belgique à partir du 4 mars 2025 sur La Une et en France à partir du 10 mars 2025 sur France 2.
Ce drame policier est une coproduction d'Elephant Story, de France Télévisions, de la société belge Artémis Productions et de la RTBF.

## Synopsis
Dans une petite station balnéaire sur la Méditerranée où tout le monde se connaît, quatre femmes d'âge et d'allure différents sont agressées violemment de nuit alors qu'elles se trouvent chez elles. Pour Karine Jablonski, jeune gendarme qui enquête avec son collègue Benoît Diagne et avec l'aide de Romain Novak, un ancien capitaine de police de retour dans la ville, il ne fait pas de doutes qu'un violeur en série sévit dans la ville.
Les victimes s'unissent pour s'exprimer sur ce qu'elles ont subi et doivent affronter les préjugés, l'incrédulité ou l'hostilité de certaines personnes, tout en réagissant chacune à leur façon.

## Distribution
- Charlie Bruneau : Stéphanie Duval
- Raphaël Lenglet : Romain Novak
- Alice Daubelcour : Karine Jablonski
- Antoine Hamel : Diego Duval
- Jérémie Poppe : Benoît Diagne
- Ludmilla Dabo : Isabelle Saint Blaise
- Grégoire Bonnet : major Olivier Laurent
- Christine Citti : Blandine Novak
- Arièle Semenoff : Maryse Duval
- Myriam Bourguignon : Nafissa Lotfi
- Marie Mallia : Camille Leroy
- Louise Marion : Iris Saint Blaise
- Nicolas Jacques : Éric Château
- Julien Masdoua : José Saint Blaise
- Dominique Ratonnat : Lazare Duval
- Tom Roquencourt : Eliot Duval
- François Cottrelle : Charles Castaldi
- Thibault Villette : Samuel Jablonski
- Max Libert : Antoine Castaldi
- Stéphanie Pasterkamp : Aurore Beausejour
- Suzy Deschamps : Valentine Moselle
- Thierry Nenez : Anton Chenolle
- Florence Hautier : Éliane Leroy
- Hervé Masquelier : Georges Leroy
- Jean-François Palaccio : Sébastien Velaux
- Antoine Paulin : Jordan Martelli
- Martin Cros : Régis Moselle
- Julie Palazzolo : Clarisse Velaux
- Cyrielle Voguet : Clémence Château
- Naoki Seraf : Nico
- Pierre Béziers : professeur Lemoine
- Renaud Bouchery : juge Benjamin Guesmi
- Christiane Conil : Maria Delgado
- Sébastien Martin : amant de Nafissa
- Théo Gerey : Pedro Lebel

## Production

### Genèse et développement
Ce drame policier est une coproduction d'Elephant Story, de France Télévisions, de la société belge Artémis Productions et de la RTBF pour France 2,,.
La série est créée par Marine Gacem, écrite par Marine Gacem, Claude Carpentier et Clara Lemaire-Anspach, et réalisée par Frank Steen,,,,. 
La production est assurée par Élise Castel, Gaëlle Cholet et Guillaume Renouil pour Elephant Story,.

### Attribution des rôles
Raphaël Lenglet, qui interprète le rôle principal, déclare au magazine Télé 7 jours : « J'incarne encore un flic, mais j'ai accepté pour les mêmes raisons que À fleur de peau : c'est un personnage très complexe. Il a un problème d'alcool et est très intéressant à incarner. Il est confronté à un violeur en série, qui va s'en prendre à sa sœur ».

### Tournage
Le tournage de la série a lieu du 2 octobre au 22 décembre 2023 en région Provence-Alpes-Côte d'Azur,,, sur les communes d'Aix-en-Provence, Ensuès-la-Redonne, La Ciotat, Marseille, Martigues, Saint-Cyr-sur-Mer et Sausset-les-Pins.
La production de la série place ses héroïnes face caméra pour leur faire dire ce qu'elles pensent tout bas : « Ces face cam renforcent souvent les séquences, mais apportent aussi parfois des dissonances face à ce que nous voyons. Ces prises de parole soulignent les masques que nous mettons, le jeu social, la peur du jugement et la difficulté à se faire entendre. ». Pour les producteurs et productrices, l'important était d'être avec les victimes « au cœur de l'intime » et de « suivre l'onde de choc qui se propage dans chaque interstice de leurs vies. ».
Raphaël Lenglet révèle que « c'était un tournage compliqué à plein d'égards, notamment parce que ce sont six épisodes de cinquante-deux minutes et je dirais que le climat n'était pas toujours apaisé. Je n'en révélerai pas plus… Au-delà de ça, il y avait évidemment la lourdeur du sujet et ce souhait collectif de bien faire, qui était très touchant. On a aussi dû composer avec un mouvement de grève qui est venu interrompre le tournage en cours de route. ».

### Fiche technique
- Titre français : Après la nuit[11]
- Genre : Drame policier
- Production : Élise Castel, Gaëlle Cholet et Guillaume Renouil[1],[7]
- Société de production : Elephant Story, France Télévisions, Artémis Productions et la RTBF[3]
- Réalisation : Frank Steen[3]
- Scénario : Marine Gacem, Claude Carpentier et Clara Lemaire Anspach[3],[6]
- Musique : Yves Gourmeur
- Décors : Émérantine Vignon
- Costumes : Aïda Rafai
- Photographie : Juan Sepulchre
- Son : Bastien Guille et John Iranzo
- Montage : Steven Sanders
- Maquillage : Émile Hua
- Coiffure : Patrick Malfay et Geoffrey Coppini
- Pays de production :  France /  Belgique
- Langue originale : français
- Format : couleur
- Nombre de saisons : 1
- Nombre d'épisodes : 6
- Durée : 52 minutes
- Date de première diffusion :
  - Belgique : 4 mars 2025 sur La Une[7]
  - France : 10 mars 2025 sur France 2[3],[12]

## Accueil

### Audiences et diffusion

#### En Belgique
En Belgique, la série est diffusée le mardi à 20 h 15 sur La Une par salve de deux épisodes du 4 au 18 mars 2025.
| Épisode              | Diffusion            | Diffusion            | Audience moyenne          | Audience moyenne | Réf.   |
| Épisode              | Jour                 | Horaire              | Nombre de téléspectateurs | Classement       | Réf.   |
| -------------------- | -------------------- | -------------------- | ------------------------- | ---------------- | ------ |
| 1                    | Mardi 4 mars 2025    | 20 h 15 - 21 h 15    | 247 100                   | 1er              | [ 13 ] |
| 2                    | Mardi 4 mars 2025    | 21 h 15 - 22 h 15    | 247 100                   | 1er              | [ 13 ] |
| 3                    | Mardi 11 mars 2025   | 20 h 15 - 21 h 15    | 301 476                   | 1er              | [ 14 ] |
| 4                    | Mardi 11 mars 2025   | 21 h 15 - 22 h 15    | 301 476                   | 1er              | [ 14 ] |
| 5                    | Mardi 18 mars 2025   | 20 h 15 - 21 h 15    | 225 385                   | 1er              | [ 15 ] |
| 6                    | Mardi 18 mars 2025   | 21 h 15 - 22 h 15    | 225 385                   | 1er              | [ 15 ] |
|                      |                      |                      |                           |                  |        |
| Moyenne de la saison | Moyenne de la saison | Moyenne de la saison | 257 987                   |                  |        |

- Les plus hauts chiffres d'audience
- Les plus bas chiffres d'audience

#### En France
En France, la série est diffusée le lundi à 21 h 10 sur France 2 par salve de deux épisodes du 10 au 24 mars 2025.
| Épisode              | Diffusion          | Diffusion         | Audience moyenne          | Audience moyenne                       | Audience moyenne | Réf.   |
| Épisode              | Jour               | Horaire           | Nombre de téléspectateurs | Part de marché (sur les 4 ans et plus) | Classement       | Réf.   |
| -------------------- | ------------------ | ----------------- | ------------------------- | -------------------------------------- | ---------------- | ------ |
| 1                    | Lundi 10 mars 2025 | 21 h 10 - 22 h 00 | 1 775 000                 | 9,2 %                                  | 3e               | [ 16 ] |
| 2                    | Lundi 10 mars 2025 | 22 h 00 - 23 h 00 | 1 550 000                 | 9,8 %                                  | 3e               | [ 16 ] |
| 3                    | Lundi 17 mars 2025 | 21 h 10 - 22 h 00 | 1 293 000                 | 6,8 %                                  | 4e               | [ 17 ] |
| 4                    | Lundi 17 mars 2025 | 22 h 00 - 22 h 55 | 1 110 000                 | 7,3 %                                  | 4e               | [ 17 ] |
| 5                    | Lundi 24 mars 2025 | 21 h 10 - 21 h 55 | 1 527 000                 | 8,1 %                                  | 3e               | [ 18 ] |
| 6                    | Lundi 24 mars 2025 | 21 h 55 - 22 h 50 | 1 450 000                 | 9 %                                    | 3e               | [ 18 ] |
|                      |                    |                   |                           |                                        |                  |        |
| Moyenne de la saison |                    |                   |                           |                                        |                  |        |

- Les plus hauts chiffres d'audience
- Les plus bas chiffres d'audience

### Accueil critique
Pour la RTBF, Après la nuit est une « mini-série à la réalisation inventive. ».
Le journal Ouest-France parle d'« une série bouleversante sur des "héroïnes du quotidien". ».
Pour le magazine culturel Télérama, Après la nuit est « une série policière portée par trois comédiens talentueux, Charlie Bruneau, Raphaël Lenglet et Alice Daubelcour. ».